# 1895 a filmművészetben

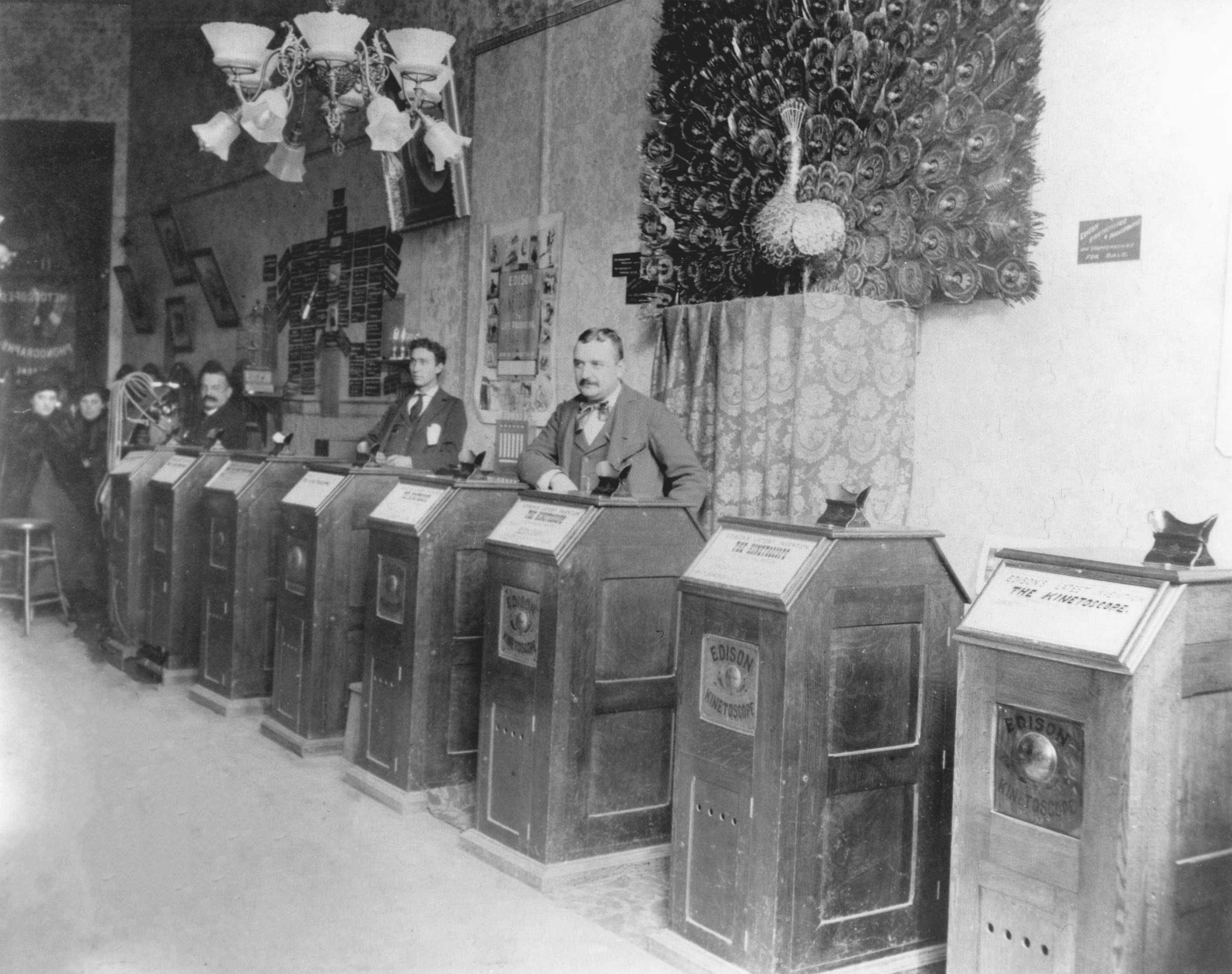
Kinetoszkópnéző terem (1895, San Francisco)

## Események
- Georges Demenÿ szabadalmai alapján a Gaumont gyár elkészíti a bioszkópot (eredetileg fonoszkóp) és a biográfot (kronofotográf).
- február 13. – A Lumière testvérek Párizsban szabadalmaztatják a kinematográfot. A készülék lehetővé teszi élőképek bemutatását nagyobb közönség előtt.
- március 19. – Louis Lumière leforgatja első filmjét, amely a lyoni Lumière gyár munkásainak munka befejezését ábrázolja. Ezt mutatja be március 22-én Párizsban a Nemzeti Iparpártoló Társaságnak.
- november 11. – Filoteo Albertini olasz feltaláló szabadalmaztatja kinetografónak nevezett, mozgóképet bemutató készülékét.
- december 28. – a párizsi Grand Caféban megtartják az első mozielőadást

## Születések

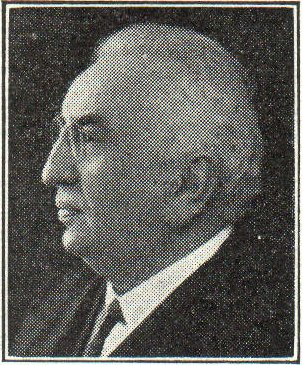
Louis Lumière

- február 7. – Anita Stewart, amerikai színésznő és rendező († 1961)
- március 11. – Shemp Howard, amerikai színész († 1955)
- március 25. – Valéry Inkijinoff, orosz-burját eredetű francia színész († 1973)
- március 27. – Betty Schade, német születésű amerikai színésznő († 1982)
- április 7. – Margarete Schön, német színésznő († 1985)
- május 6. – Rudolph Valentino, olasz színész († 1926)
- június 10. – Hattie McDaniel, amerikai színésznő († 1952)
- július 25. – Ingeborg Spangsfeldt, dán színésznő († 1968)
- július 26. – Gracie Allen, amerikai színésznő († 1964)
- szeptember 22. – Paul Muni, osztrák származású Oscar-díjas amerikai színész († 1967)
- október 2. – Bud Abbott, amerikai színész († 1974)
- október 4. – Buster Keaton, amerikai színész és rendező († 1966)
- október 21. – Edna Purviance, amerikai színésznő († 1958)
- november 9. – Uray Tivadar, Kossuth-díjas magyar színész († 1962)